# IC 2456
IC 2456 — галактика типу S (спіральна галактика) у сузір'ї Рись.
Цей об'єкт міститься в оригінальній редакції індексного каталогу.